# Saint-Léger-sur-Dheune
 Saint-Léger-sur-Dheune  es una población y comuna francesa, en la región de Borgoña, departamento de Saona y Loira, en el distrito de Chalon-sur-Saône y cantón de Chagny.

## Demografía
| 1464 | 1439 | 1433 | 1459 | 1424 | 1321 |
| Para los censos de 1962 a 1999 la población legal corresponde a la población sin duplicidades (Fuente: INSEE [Consultar]) |      |      |      |      |      |